# Mișcarea Alternativa Națională
Mișcarea Alternativă Națională (MAN) este un partid politic din Republica Moldova. Partidul își declară doctrina ca fiind una social-democrată europeană și s-a angajat să propună semnarea unui pact similar cu cel de la Snagov din România din 1995, cu partidele care împărtășesc aceleași viziuni în Republica Moldova.
A fost anunțat la sfârșitul anului 2021 de primarul Chișinăului, Ion Ceban, și lansat oficial la 17 ianuarie 2023, fiind condus de atunci de către Ceban.
Partidul este în opoziție față de guvernarea PAS a Republicii Moldova.

## Alegerile Locale Generale din 5 noiembrie 2023
La aceste alegeri, Partidul MAN a înaintat candidați în mare parte în municipiul Chișinău. Astfel l-a înaintat pe Ion Ceban drept candidat Arhivat în 10 noiembrie 2023, la Wayback Machine. la funcția de primar General de Chișinău, împreună cu o listă de 57 de candidați la funcția de consilieri municipali. Totodată au fost înaintați 13 candidați la funcția de primari în suburbiile Chișinăului împreună cu echipe de consilieri. În celelalte 5 suburbii au fost înaintate doar echipe de consilieri, dat fiind că Partidul MAN a susținut primarii actuali, chiar dacă erau independenți sau înaintați din partea altor partide, argumentând că sunt primari profesioniști, buni administratori care merită și trebuie să conducă primăriile lor în continuare.
Astfel, Ion Ceban a învins în alegeri din primul tur, pentru prima dată în istoria Chișinăului, cu un scor de 50,62% (132 803 voturi) iar Partidul a luat cel mai mare scor în Consiliul municipal - 33.25%(85 553 voturi), intrând în Consiliul Municipal cu 20 de mandate. Totodată candidații MAN au fost aleși în funcția de primar din partea MAN patru localități din municipiul Chișinău — în Vatra și Colonița din primul tur, în Cricova și Bubuieci din turul doi.

## Istorie
Speculațiile despre neînțelegerile dintre Ion Ceban și Partidul Socialiștilor din Republica Moldova (PSRM) au început în 2021. În același an, politicianul Renato Usatîi a spus că Ceban va părăsi Partidul Socialiștilor și va intra într-un partid de centru-dreapta.
La data de 21 decembrie 2022 a avut loc primul congres al Partidului Mișcarea Alternativă Națională, iar la 17 ianuarie 2023 Ion Ceban a anunțat că partidul MAN a fost înregistrat.

## Rezultate electorale

### Alegeri locale

#### Consilii raionale și municipale
| Anul alegerilor | voturi | % din voturile tot. | mandate obținute | +/- |
| --------------- | ------ | ------------------- | ---------------- | --- |
| 2023            |        |                     | 20 / 1086        |     |

#### Consilii orășenești și sătești
| Anul alegerilor | voturi | % din voturile tot. | mandate obținute | +/- |
| --------------- | ------ | ------------------- | ---------------- | --- |
| 2023            |        |                     | 92 / 9972        |     |

#### Primari
| Anul alegerilor | primari | % din tot. primar. | mandate obținute | +/- |
| --------------- | ------- | ------------------ | ---------------- | --- |
| 2023            | 5       |                    | 5 / 898          |     |

Locale 2023